# Дьюкс, Дедрик
Дедрик Дьюкс (англ. Dedric Dukes; род. 4 февраля 1992, Майами, Флорида) — американский легкоатлет, специалист по бегу на короткие дистанции. Выступал в 2007—2019 годах, чемпион мира среди юношей, многократный победитель и призёр чемпионатов первого дивизиона NCAA, призёр ряда крупных коммерческих турниров в Европе.

## Биография
Дедрик Дьюкс родился 4 февраля 1992 года в городе Майами, штат Флорида.
Серьёзно заниматься спортом начал во время учёбы в местной старшей школе Booker T. Washington Senior High School, выступал за местную команду по лёгкой атлетике и за футбольную команду — играл на позиции ресивера.
Первого серьёзного успеха на международном уровне добился в сезоне 2009 года, когда вошёл в состав американской национальной сборной и выступил на юношеском мировом первенстве в Брессаноне — в зачёте бега на 200 метров финишировал в финале четвёртым, тогда как в смешанной эстафете 100 + 200 + 300 + 400 метров вместе с соотечественниками Колином Хепбёрном, Кинаном Броком и Джошуа Мансом завоевал золото.
Продолжил спортивную карьеру во Флоридском университете, представлял местную легкоатлетическую команду «Флорида Гейторс», в составе которой успешно выступал на различных студенческих соревнованиях в США. Так, в период 2012—2015 годов неоднократно становился победителем и призёром чемпионата первого дивизиона Национальной ассоциации студенческого спорта (NCAA) в беге на 200 метров, эстафетах 4 × 100 и 4 × 400 метров. В апреле 2014 года на турнире Florida Relays пробежал 200 метров за 19,97, установив свой личный рекорд и показав лучший результат мирового сезона в данной дисциплине (и восьмой лучший результат в истории американского межвузовского спорта).
В 2017 году в дисциплине 200 метров отметился выступлением на этапе Бриллиантовой лиги IAAF.
Завершил спортивную карьеру по окончании сезона 2019 года.